# Gojira, Ebira, Mosura Nankai no Daikettō
Gojira, Ebira, Mosura Nankai no Daikettō (ゴジラ・エビラ・モスラ　南海の大決闘, Godzilla, Ebirah, Mothra: Grau Duel als Mars del Sud) és una pel·lícula  kaiju japonesa del 1966 dirigida per Jun Fukuda i produïda i distribuïda per Toho. La pel·lícula és protagonitzada per Akira Takarada, Kumi Mizuno, Akihiko Hirata i Eisei Amamoto, i inclou com a personatges els monstres de ficció Godzilla, Mothra i Ebirah. És la setena pel·lícula de la franquícia Godzilla, i inclou efectes especials de Sadamasa Arikawa, sota la supervisió d'Eiji Tsuburaya. A la pel·lícula, Godzilla i Ebirah són interpretats per Haruo Nakajima i Hiroshi Sekita, respectivament.
Durant el seu desenvolupament, Gojira, Ebira, Mosura Nankai no Daikettō estava pensada per incloure King Kong, però el personatge va ser substituït per Godzilla. La pel·lícula es va estrenar als cinemes al Japó el 17 de desembre de 1966 i es va estrenar directament a la televisió dels Estats Units el 1968 sota el títol Godzilla versus the Sea Monster.

## Argument
Després que Yota es perd al mar, el seu germà Ryota roba un iot amb els seus dos amics i un atracador de bancs. No obstant això, la tripulació s'enfronta a Ebirah, una criatura gegant semblant a una llagosta, i arriba a terra a l'illa Letchi. Allà, la Red Bamboo, una organització terrorista, fabrica aigua pesant per vendre armes de destrucció massiva i un líquid groc que manté a ratlla l'Ebirah, presumiblement controlant-lo. El bambú vermell ha esclavitzat nadius de la propera illa Infant per crear el líquid groc, mentre que els nadius esperen que Mothra es desperti en la seva forma adulta i alada i els rescati.
En els seus esforços per evitar la captura, Ryota i els seus amics, ajudats per Daiyo, una noia nativa, es troben amb Godzilla, que abans va lluitar contra Ghidorah i ara dorm dins d'una caverna al costat del penya-segat. El grup idea un pla per derrotar el bambú vermell i escapar de l'illa. En el procés, desperten Godzilla amb un parallamps improvisat. Godzilla lluita contra Ebirah, però l'enorme crustaci s'escapa. Llavors Godzilla és atacat per un còndor gegant i un esquadró d'avions de caça Red Bamboo. Utilitzant el seu raig atòmic, Godzilla destrueix els avions i mata l'ocell gegant.
Els humans recuperen la Yata desapareguda i alliberen els nadius esclaus mentre Godzilla comença a destruir la base d'operacions de Red Bamboo, destrossant una torre que provoca un compte enrere que destruirà l'illa en una explosió nuclear. Godzilla lluita contra Ebirah i el derrota, arrencant-li les urpes i obligant-lo a retirar-se al mar. Els nadius esperen que Mothra se'ls emporti en una gran xarxa. No obstant això, quan arriba a l'illa, Mothra és desafiada per Godzilla a causa d'un enfrontament previ. Mothra aconsegueix repel·lir Godzilla i salvar el seu poble i els herois humans. Godzilla també escapa just abans que la bomba detoni i destrueixi l'illa.

## Repartiment
- Akira Takarada - Yoshimura
- Toru Watanabe - Ryota Kane
- Toru Ibuki - Yata Kane
- Chotaro Togin - Ichino
- Hideo Sunazuka - Nita
- Kumi Mizuno - Daiyo
- Pair Bambi - Shobijin, les petites sacerdotesses bessones de Mothra.
- Jun Tazaki - Red Bamboo Commander
- Akihiko Hirata - Red Bamboo Captain Ryuui
- Hideyo Amamoto - Red Bamboo Captain Naval Officer
- Yutaka Sada - Farmer
- Hisaya Ito - Red Bamboo scientist
- Tadashi Okabe - Red Bamboo scientist
- Chieko Nakakita - Mrs. Kane
- Ikio Sawamura - esclau ancià
- Shoichi Hirose - esclau escapat
- Kazuo Suzuki - esclau escapat
- Haruo Nakajima - Godzilla[3]
- Hiroshi Sekita - Ebirah[3]

## Producció

### Guió
El 1966, Toho tenia la mirada posada a portar de nou King Kong a la pantalla. El seu tracte amb RKO els va permetre l'ús de King Kong durant cinc anys, un acord que s'acabaria el 1967. Es desconeix per què Toho va esperar tant per produir una altra pel·lícula de Kong. La pel·lícula prevista, Operation Robinson Caruso: King Kong vs. Ebirah (ロビンソ·クリーソー作戦 キングコング対エビラ, Robinson Kurūsō Sakusen: Kingu Kongu tai Ebira), va ser un programa d'animació que va debutar amb King Kong al setembre. d'aquell mateix any. Segons Toho Special Effects Movies Complete Works, Jun Fukuda es va acostar sobre una coproducció sense títol entre els Estats Units i el Japó de King Kong el 21 d'abril de 1966. Fins i tot abans, el febrer de 1966, el membre de l'equip de Toho, Makoto Fujimoto, es va reunir amb el propietari d'un cinema a Kansai i va vessar el secret que la temporada de Cap d'Any veuria l'estrena d'una nova pel·lícula de King Kong.
El concepte va ser presentat per primera vegada per Shinichi Sekizawa el 13 de juliol de 1966. Malauradament, el vehicle Kong no havia de ser. Rankin-Bass estava disgustat perquè Toho havia aturat el rodatge i en Jun Fukuda dirigint l'acció en directe i el protegit d'Eiji Tsuburaya, Sadamasa Arikawa, dirigint l'efecte especial. Rankin/Bass estava igual d'aturat en l'equip creatiu que era Ishirō Honda i Eiji Tsuburaya. Toho es va negar a cedir i no va poder comprometre's, Rankin-Bass va abandonar el projecte. A Toho li va agradar tant el guió que van decidir deixar Godzilla en lloc de Kong i el van fer com Godzilla, Ebirah, Mothra: Big Duel in the South Seas per al seu Blockbuster d'Any Nou. Afortunadament, Rankin-Bass i Toho solucionarien les seves diferències l'any següent i començarien a treballar a King Kong Escapes (1967), que es basava en el recent dibuix animat de King Kong i comptaria amb Honda al capdavant del director.
Tot i que, fins i tot amb la pèrdua d'un dels personatges del títol, Toho va continuar amb la producció del guió de Sekizawa. Es va fer poc per ajustar el guió i Godzilla mostra un interès inspirat en Kong per Daiyo. Fins i tot és possible que la descàrrega elèctrica per reviure Kong fos un cop d'ullet a l'amor dels simis per l'electricitat a King Kong vs. Godzilla.
Segons Teruyoshi Nakano, se suposa que Godzilla lluitaria contra un pop gegant en aquesta pel·lícula. Tanmateix, és probable que Nakano confongués aquesta pel·lícula amb una versió antiga d'All Monsters Attack (1969). Curiosament, tant Nakano com Fukuda van actuar com si no sabessin que la pel·lícula va començar amb King Kong. Fukuda va dir: "Godzilla estava en el primer esborrany del guió que vaig veure. No sé com eren els esborranys anteriors". Fukuda va explicar a més que fer la pel·lícula "va ser com abocar dues tasses d'aigua en una. Vaig haver de tallar una seqüència rere una altra". Es desconeix com es titula aquestes escenes de tall. Però el famós gir en helicòpter d'Ebirah de Godzilla, que només existeix a les fotos publicitàries, sembla que es va planificar per a la pel·lícula, ja que existeixen guions de l'escena.

### Rodatge
Aquesta és la primera de dues pel·lícules de Godzilla en què una illa del Pacífic és l'escenari principal, més que una ubicació dins del Japó. El segon i últim és El fill de Godzilla (1967). El director Jun Fukuda assenyala que el productor Tomoyuki Tanaka no va ser especialment actiu en aquesta producció, amb l'excepció d'estar involucrat amb el pressupost. El productor, però, visitava el plató "sovint" per veure el progrés, però només com a observador.
Daiyo havia de ser interpretat originalment per Noriko Takahashi, de Furankenshutain tai Chitei Kaijū Baragon (1965), però es va emmalaltir d'apendicitis durant la producció va ser substituït per Kumi Mizuno en l'últim segon.
Encara que Eiji Tsuburaya s'acredita com el director d'efectes especials, els deures reals de direcció van ser lliurats a Teisho Arikawa, que en aquesta etapa havia estat ascendit al primer assistent de direcció de Tsuburaya. Tsuburaya encara tenia l'última paraula sobre les seqüències d'efectes, però va exercir més un paper de supervisor a la producció.
Amb un nou director d'efectes especials al seient, Toho va intentar limitar el pressupost d'efectes. Sadamasa Arikawa va lamentar que Toho probablement ho va fer a causa de la seva inexperiència i la seva història televisiva, i va assenyalar que "Toho no hauria pogut fer massa demandes sobre el pressupost si el Sr. Tsuburaya hagués estat al capdavant" i que "també feia feina a la televisió aleshores", així que deuen haver pensat que podria produir la pel·lícula a baix cost". Per mantenir el pressupost baix, Toho va indicar a Arikawa que evites les fotografies compostes cares tant com fos possible. Tot i que la pel·lícula té plans compostos mínims, no n'exceptuen, ja que escenes com el peu de Godzilla compostes a prop de l'actriu Kumi Mizuno o una seqüència de Mothra composta mentre els seus seguidors s'afanyen cap a aquí són alguns exemples d'aquestes seqüències que van arribar a la pel·lícula final. .
A Jun Fukuda no li agradava la pel·lícula. En una entrevista se'l va citar dient: "Toho em va enviar una còpia de l'edició en cinta VHS de Godzilla vs The Sea Monsters quan es va publicar. Va ser com obrir una vella ferida, no vaig mirar la cinta".

### Música
El director Jun Fukuda va seleccionar Masaru Sato per gravar les seves pel·lícules per donar-li un "toc diferent de la d'Ishiro Honda", assenyalant que la música de Sato era més lleugera que la d'Akira Ifukube. El productor Tomoyuki Tanaka no estava d'acord amb aquesta decisió, però Fukuda va guanyar al final.

### Efectes especials
Les seqüències submarines es van filmar en un escenari de so interior on els vestits de Godzilla i Ebirah es van filmar a través del vidre d'un aquari ple d'aigua, amb algunes escenes del vestit de Godzilla també rodades per separat sota l'aigua. Haruo Nakajima portava un vestit de neoprè sota el vestit de Godzilla per a cada escena que el requeria estar a l'aigua, cosa que va trigar una setmana a completar les escenes aquàtiques, Nakajima va declarar: "Vaig treballar hores extraordinàries fins a les vuit del vespre cada dia. Jo vivia a l'aigua! Generalment, a l'estiu, tothom vol anar a la piscina i jugar, però, quan es tracta de pel·lícules kaiju, és totalment diferent. La majoria de les escenes que roden a l'aigua no són a l'estiu, sinó a l'hivern. En ple hivern, el rodatge començava a les nou del matí, anava fins al migdia, i després ens preníem una hora de descans. Però aniríem a partir de la 1:00 p.m. fins a les 5:00 de la nit. Necessitava quedar-me a l'aigua tot el dia amb el vestit, i el rodatge va trigar una setmana".

## Estrena
Gojira, Ebira, Mosura Nankai no Daikettō es va estrenar al Japó el 17 de desembre de 1966, on va ser distribuït per Toho.
La versió estatunidenca de la pel·lícula va ser llançada directament a la televisió per Continental Distributing el 1968 sota el títol Godzilla versus the Sea Monster. La pel·lícula pot ser han rebut la distribució teatral als Estats Units com a Walter Reade, Jr. Presentació, però això no s'ha confirmat.

### Mitjans domèstics
La pel·lícula es va estrenar en DVD el 8 de febrer de 2005 per Sony Pictures Home Entertainment. La pel·lícula es va estrenar en Blu-ray el 6 de maig de 2014 per  Kraken Releasing. El 2019, la versió japonesa es va incloure en un Blu-ray conjunt de caixa llançat per Criterion Collection, que incloïa les 15 pel·lícules de l'era Showa.